# La Guerche-sur-l'Aubois
La Guerche-sur-l'Aubois és un municipi francès, situat al departament de Cher i a la regió de Centre – Vall del Loira. L'any 2007 tenia 3.410 habitants.

## Demografia

### Població
El 2007 la població de fet de La Guerche-sur-l'Aubois era de 3.410 persones. Hi havia 1.506 famílies, de les quals 526 eren unipersonals (229 homes vivint sols i 297 dones vivint soles), 474 parelles sense fills, 410 parelles amb fills i 96 famílies monoparentals amb fills.
La població ha evolucionat segons el següent gràfic:
Habitants censats

### Habitatges
El 2007 hi havia 1.820 habitatges, 1.534 eren l'habitatge principal de la família, 105 eren segones residències i 181 estaven desocupats. 1.580 eren cases i 235 eren apartaments. Dels 1.534 habitatges principals, 1.102 estaven ocupats pels seus propietaris, 398 estaven llogats i ocupats pels llogaters i 34 estaven cedits a títol gratuït; 24 tenien una cambra, 128 en tenien dues, 359 en tenien tres, 501 en tenien quatre i 522 en tenien cinc o més. 1.077 habitatges disposaven pel capbaix d'una plaça de pàrquing. A 685 habitatges hi havia un automòbil i a 580 n'hi havia dos o més.

### Piràmide de població
La piràmide de població per edats i sexe el 2009 era:
| Homes | Edats   | Dones |
| ----- | ------- | ----- |
| 4     | 95 o +  | 8     |
| 4     | 90 a 94 | 36    |
| 16    | 85 a 89 | 64    |
| 84    | 80 a 84 | 40    |
| 80    | 75 a 79 | 132   |
| 68    | 70 a 74 | 144   |
| 92    | 65 a 69 | 100   |
| 96    | 60 a 64 | 80    |
| 76    | 55 a 59 | 96    |
| 112   | 50 a 54 | 104   |
| 112   | 45 a 49 | 88    |
| 112   | 40 a 44 | 132   |
| 100   | 35 a 39 | 100   |
| 80    | 30 a 34 | 100   |
| 140   | 25 a 29 | 112   |
| 64    | 20 a 24 | 84    |
| 84    | 15 a 19 | 80    |
| 104   | 10 a 14 | 92    |
| 128   | 5 a 9   | 104   |
| 84    | 0 a 4   | 64    |

## Economia
El 2007 la població en edat de treballar era de 1.964 persones, 1.353 eren actives i 611 eren inactives. De les 1.353 persones actives 1.179 estaven ocupades (612 homes i 567 dones) i 174 estaven aturades (80 homes i 94 dones). De les 611 persones inactives 256 estaven jubilades, 152 estaven estudiant i 203 estaven classificades com a «altres inactius».

### Ingressos
El 2009 a La Guerche-sur-l'Aubois hi havia 1.565 unitats fiscals que integraven 3.422,5 persones, la mediana anual d'ingressos fiscals per persona era de 16.090 €.

### Activitats econòmiques
Dels 134 establiments que hi havia el 2007, 3 eren d'empreses extractives, 5 d'empreses alimentàries, 3 d'empreses de fabricació de material elèctric, 8 d'empreses de fabricació d'altres productes industrials, 11 d'empreses de construcció, 36 d'empreses de comerç i reparació d'automòbils, 5 d'empreses de transport, 7 d'empreses d'hostatgeria i restauració, 5 d'empreses financeres, 10 d'empreses immobiliàries, 11 d'empreses de serveis, 19 d'entitats de l'administració pública i 11 d'empreses classificades com a «altres activitats de serveis».
Dels 41 establiments de servei als particulars que hi havia el 2009, 1 era una oficina d'administració d'Hisenda pública, 1 gendarmeria, 1 oficina de correu, 4 oficines bancàries, 2 funeràries, 3 tallers de reparació d'automòbils i de material agrícola, 2 autoescoles, 2 paletes, 3 guixaires pintors, 3 lampisteries, 2 electricistes, 2 empreses de construcció, 3 perruqueries, 1 veterinari, 5 restaurants, 4 agències immobiliàries, 1 tintoreria i 1 saló de bellesa.
Dels 21 establiments comercials que hi havia el 2009, 2 eren supermercats, 2 botiges de menys de 120 m², 4 fleques, 4 carnisseries, 1 una botiga de congelats, 1 una peixateria, 1 una llibreria, 1 una botiga de roba, 1 una sabateria, 1 una botiga de mobles, 1 una botiga de material de revestiment de parets i terra i 2 floristeries.
L'any 2000 a La Guerche-sur-l'Aubois hi havia 42 explotacions agrícoles que ocupaven un total de 1.980 hectàrees.

## Equipaments sanitaris i escolars
El 2009 hi havia 2 farmàcies i 1 ambulància.
El 2009 hi havia 2 escoles maternals i 1 escola elemental. La Guerche-sur-l'Aubois disposava d'un col·legi d'educació secundària amb 378 alumnes.

## Poblacions més properes
El següent diagrama mostra les poblacions més properes.